# Орешје Хумско
Орешје Хумско је насељено место у саставу општине Хум на Сутли у Крапинско-загорској жупанији, Хрватска. До територијалне реорганизације у Хрватској налазило се у саставу старе општине Преграда.

## Становништво
На попису становништва 2011. године, Орешје Хумско је имало 184 становника.

## Попис1991.
На попису становништва 1991. године, насељено место Орешје Хумско је имало 213 становника, следећег националног састава:
| Попис 1991.‍ | Попис 1991.‍ | Попис 1991.‍ | Попис 1991.‍ | Попис 1991.‍ |
| ----------- | ----------- | ----------- | ----------- | ----------- |
|             |             |             |             |             |
| Хрвати      | Хрвати      |             | 207         | 97,18%      |
| Словенци    | Словенци    |             | 6           | 2,81%       |
| укупно: 213 |             |             |             |             |